# Duy Tân
Duy Tân (Huế, 19 settembre 1900 – 26 dicembre 1945) è stato un imperatore vietnamita che regnò giovanissimo nel periodo in cui il suo Paese era assoggettato al regime coloniale dell'Indocina francese.
Appoggiò piani di rivolta dei patrioti vietnamiti ma fu scoperto dalle autorità coloniali che lo destituirono e lo deportarono. Visse in esilio per il resto della sua vita e divenne un simbolo del movimento nazionalista antifrancese.

## Biografia

### Premessa: formazione dell'Indocina francese
La penetrazione francese in Indocina aveva avuto inizio nel 1858, nel 1863 era stato istituito il protettorato di Cambogia e nel 1885, con la vittoria francese nella guerra franco-cinese, era stata completata la conquista del Vietnam. La colonia era stata istituita nel 1887 e nel 1893 fu ampliata con l'acquisizione dei territori laotiani sottratti ai thai nella guerra franco-siamese di quell'anno.

### Infanzia
Duy Tân nacque a Huế, a quel tempo residenza degli imperatori vietnamiti e facente parte del protettorato dell'Annam. Alla nascita fu chiamato principe Nguyễn Phúc Vĩnh San, era figlio e successore dell'imperatore Thành Thái, che fu posto sul trono dai francesi nel 1889 all'età di 10 anni. In seguito Thành Thái si oppose al regime coloniale e si distinse per il suo comportamento depravato, anche se alcuni storici hanno sostenuto che fu la propaganda francese a costruirgli l'immagine del folle per screditarlo, mentre altri hanno sostenuto che si fingesse pazzo per disorientare le autorità coloniali. Nell'estate del 1907 Thành Thái fu fatto rinchiudere nel palazzo reale, in settembre fu costretto ad abdicare e fu quindi confinato prima nella località balneare di Cap Saint Jacques, l'odierna Vũng Tàu, e in seguito a Saigon.

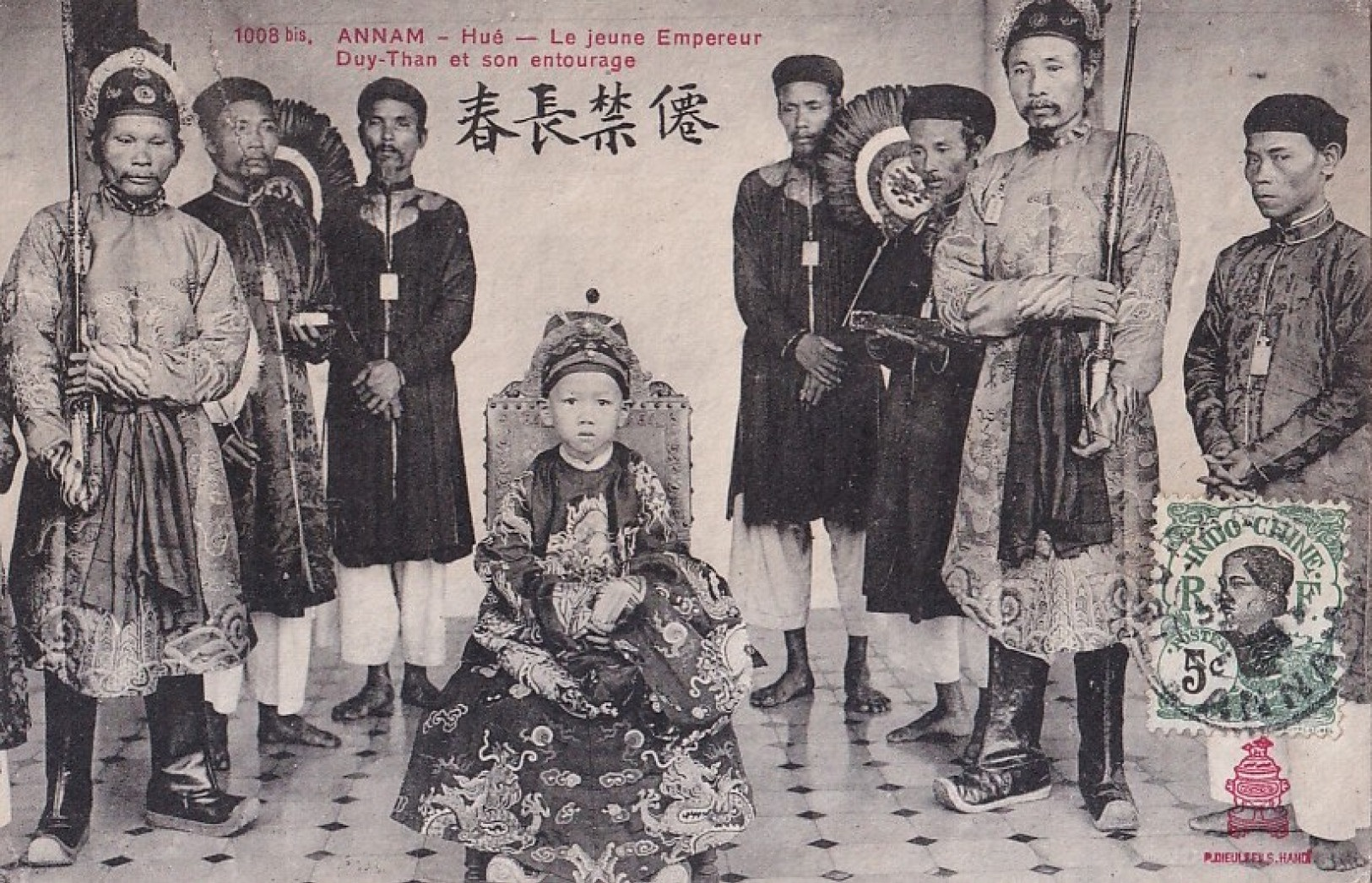
Duy Tân nel 1907

### Ascesa al trono
I francesi imposero come suo successore il quinto figlio principe Nguyễn Phúc Vĩnh San, secondo tra i suoi figli ancora in vita, che salì al trono il 5 settembre 1907 ad Hanoi, diventata nel frattempo capitale dell'Indocina francese e nuova residenza dei sovrani vietnamiti. Divenne imperatore all'età di sette anni con il nome regale Duy Tân, che significa riforma scritto in caratteri cinesi, gli stessi usati per il nome dell'organizzazione nazionalista Duy Tan Hoi, letteralmente società per la riforma, fondata in quegli anni dai patrioti Nguyễn Thành e Phan Bội Châu. Al pari del padre, fu scelto per la sua giovane età dai francesi, la cui intenzione era di plasmarlo e assoggettarlo ai propri voleri.

### Appoggio alla causa antifrancese, destituzione ed esilio
Duy Tân si dimostrò invece un patriota e appoggiò la causa degli indipendentisti, i quali avevano bisogno del benestare della monarchia per riscuotere consenso tra la popolazione. Nel 1916 programmò insurrezioni assieme ai ribelli nelle province di Thua Thien, Quang Nam e Quang Ngai nel Vietnam centrale. Il complotto fu scoperto dalle autorità coloniali, le rivolte furono neutralizzate e Duy Tân fu arrestato mentre tentava la fuga in un santuario di montagna. Fu detronizzato il 13 maggio 1916 e fu quindi mandato in esilio nell'isola della Reunion, possedimento francese nell'Oceano Indiano, insieme al padre. Quest'ultimo sarebbe tornato a vivere in Vietnam nel 1947, mentre Duy Tân non avrebbe mai più rivisto il proprio Paese.

### Eroe nell'esercito francese

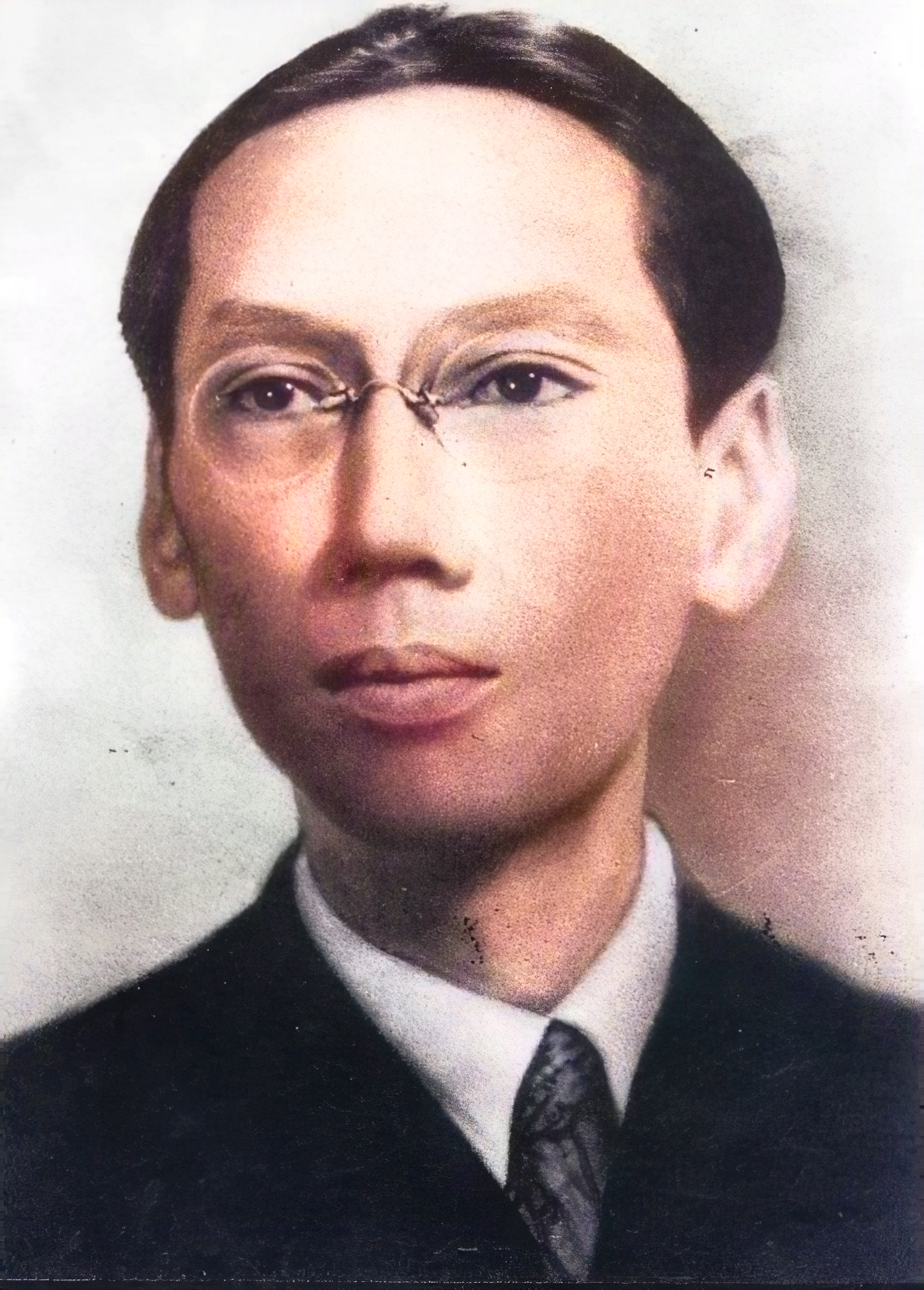
Duy Tân nel 1930

In seguito l'ex imperatore fu riabilitato e durante la seconda guerra mondiale fu uno dei primi ad entrare in France libre, organizzazione fondata da Charles de Gaulle per combattere il filotedesco governo di Vichy. Conosciuto come maggiore Vinh San, si distinse per il suo coraggio che gli valse le più alte onorificenze francesi, in particolare quella di Compagnon de la Libération. Morì il 26 dicembre 1945 in un incidente aereo e fu sepolto nel territorio dell'odierna Repubblica Centrafricana, a quel tempo parte dell'Africa Equatoriale Francese.
Si dice che le sue azioni durante la guerra avessero richiamato l'attenzione del generale de Gaulle e che questi intendeva rimandarlo in Vietnam per restituirgli il trono, nel tentativo di assicurarsi il benvolere dei vietnamiti. Alcune autorità sostennero che quando avvenne l'incidente Duy Tân era in volo per La Reunion per congedarsi dalla famiglia e proseguire per Saigon.
Nel 1987, il figlio di Duy Tân, principe Bảo Vàng, e la famiglia reale accompagnarono i suoi resti che furono trasportati dall'Africa e sepolti a Huế con una tradizionale cerimonia di Stato. Molte strade in Vietnam sono state intitolate al suo nome.